# 环岭街道
环岭街道，是中华人民共和国吉林省长春市公主岭市下辖的一个乡镇级行政单位。

## 行政区划
环岭街道下辖以下地区：
靠山村、石人村、火炬村、迎新村、新桥村、土城子村、高家岗村和孤榆树村。